# Raymond Pallier
Raymond Pallier, né à Dieppe le 5 octobre 1887 et mort à Paris 14e le 7 avril 1943, est un artiste peintre, illustrateur et caricaturiste français.

## Biographie
Fils de Pascaline Adrienne Clara Hébert, modiste, et de Jules Léon Pallier, menuisier, Raymond Léon Ernest Pallier passe son enfance dans le pays cauchois.
Élève à Paris de Gabriel Ferrier, il expose au Salon des artistes français en 1908, puis en 1911, deux toiles, dont un paysage inspiré de Londres et un portrait de femme ; il réside à cette époque rue Caulaincourt,.
À partir de 1911, il s'engage dans une carrière d'illustrateur de presse : sa production sera très abondante jusqu'en 1941. Il fait ses débuts à Paris-Disques (1911), puis aux Pages Folles et au Sourire, et surtout à partir de 1914, au Journal, collaboration qui va durer dix ans ; il expose même à la galerie du Journal, des nus et des portraits peints. Durant la Première Guerre mondiale, résidant impasse du Rouet, il est l'un des illustrateurs phares de La Baïonnette et livre des dessins au Rire. Il expose dès avant guerre au Salon des humoristes, dont il devient membre, et au Salon des indépendants. Il est ensuite un fidèle collaborateur du Le Petit Journal illustré,.

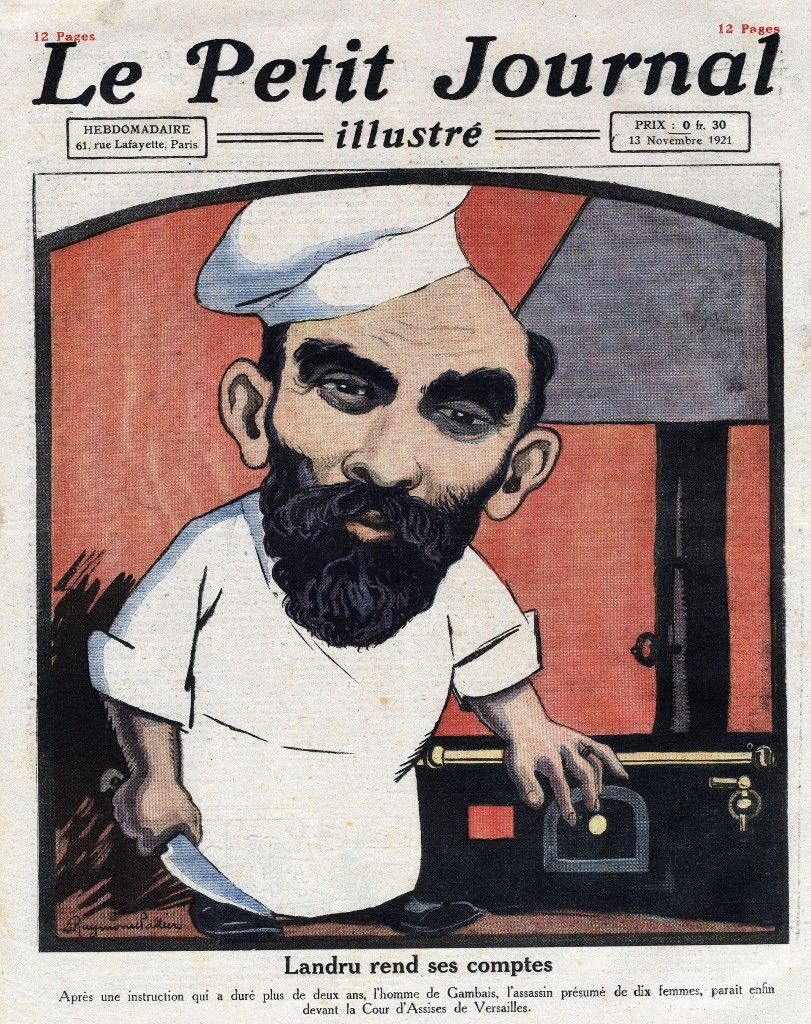
Une du Petit Journal illustré (13 novembre 1921) figurant Landru.

Dans les années 1920, il signe quelques affiches destinées au tourisme et au cinéma et illustre quelques ouvrages. Il ouvre un atelier au 2, rue Aumont-Thiéville. Il reçoit des commandes officielles en qualité de peintre à partir de 1930, prenant la forme de 18 tableaux illustrant les paysages français,.
Ses dernières collaborations vont à Paris-Midi et Aujourd'hui (1941).
Raymond Pallier épouse en premières noces Suzanne Cadars le 15 mai 1913, puis en secondes noces, Marguerite Arveux, le 29 janvier 1937.
Raymond Pallier meurt le 7 avril 1943 au 96 rue Didot.

## Œuvre

### Affiches

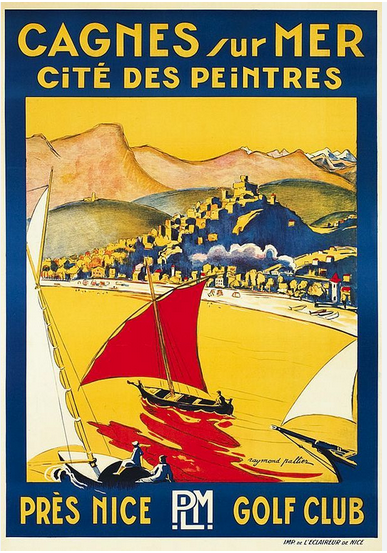
Cagnes sur Mer cité des peintres, affiche, 1920.

- Cagnes sur Mer cité des peintres, lithographie, 1920.
- Jour de paye, Pathé, 1922.
- La Main qui a tué, films Aubert, 1926.

### Collections publiques
- Vue de la Tamise, le soir, à Londres (1907), huile sur toile, musée de Dieppe[9].
- Le Village Saint-Amé (1930), panneau peint, mairie de Saint-Denis (La Réunion).

### Ouvrages illustrés
- Roger Régis [Georges Joseph Roger Lamotte, dit], La Femme des mes vingt ans, Paris, L'Édition moderne - Librairie Ambert, c. 1920.
- Maxime Formont, Le Péché de la morte, coll. « In Extenso », Paris, La Renaissance du livre, 1922.
- Hector Ghilini, Agapit Ladoucette, manchot. Histoire lamentable, Paris, Floréal-Roman, 1923.
- Jean-Joseph Renaud, Un mystérieux message, Paris, Hachette, 1924.
- Louis Damon, Nos parlementaires, Paris, Henry Goulet, c. 1925.
- Almanach Citroën, vignettes, 1934.
- Album du gala des courses, Paris, Draeger, 1938.